# Tunnel de Loyasse
Le tunnel de Loyasse est un tunnel ferroviaire situé sur le territoire de la commune française de Lyon.

## Situation
L'ouvrage se situe entre les gares de Lyon-Saint-Paul et Lyon-Gorge-de-Loup et mesure 1 421 mètres de long. Il permet à la ligne de Lyon-Saint-Paul à Montbrison de passer sous le quartier de Loyasse, au Nord de la colline de Fourvière. Il constitue ainsi, avec le tunnel Saint-Irénée et le tunnel de la ligne D du métro de Lyon, l'un des trois tunnels ferroviaires traversant la colline de Fourvière.

Plan du tunnel de Loyasse.

## Histoire

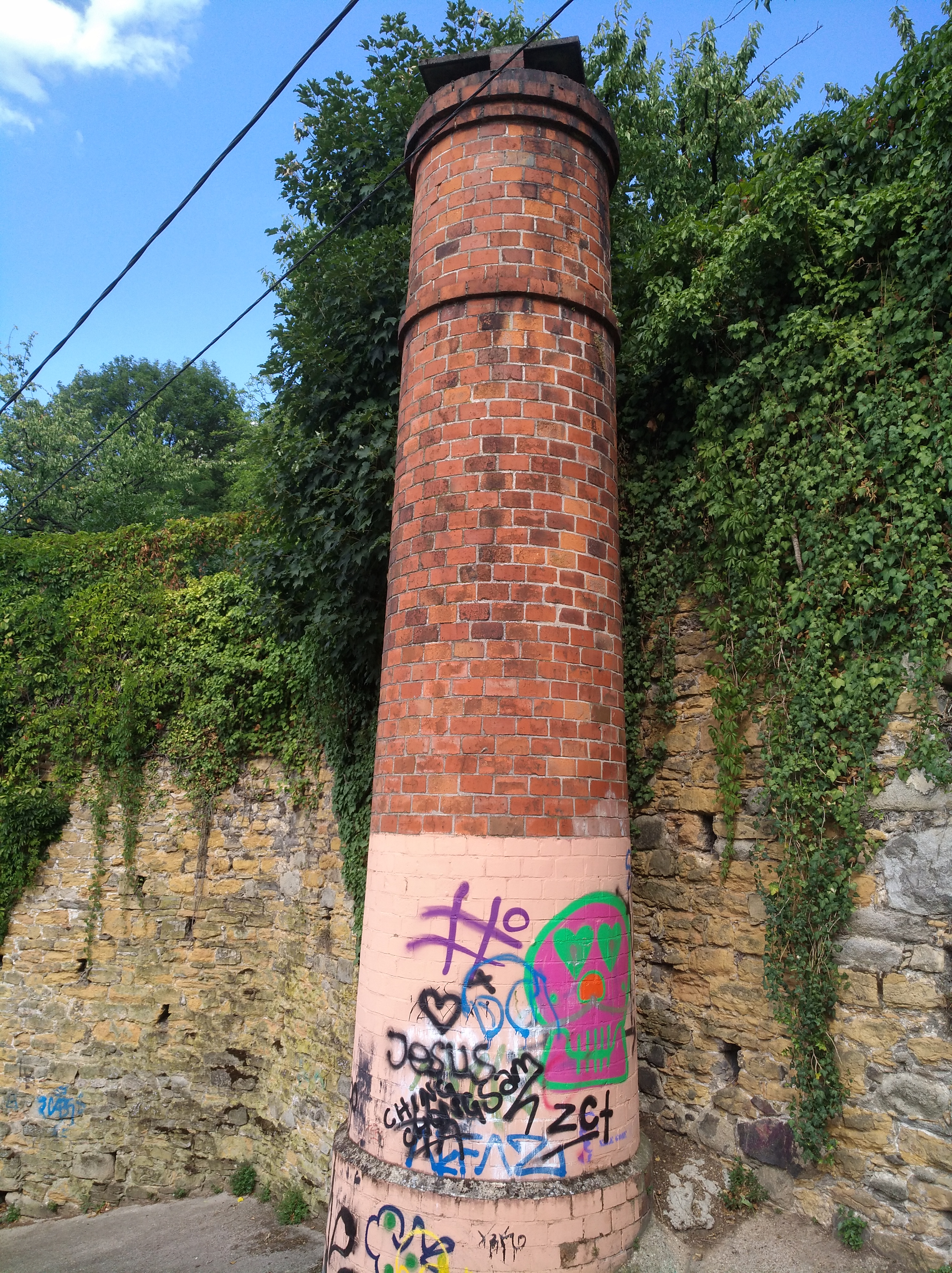
Cheminée d'aération du tunnel, montée de la Chana.

Le tunnel fut construit par la Compagnie des Dombes et inauguré en 1876 en même temps que la ligne ferroviaire.
Dans le schéma du métro de Lyon proposé en mai 1969 par la Semaly, il était question de fermer la gare Saint-Paul au trafic ferroviaire et de réutiliser le tunnel de Loyasse pour permettre le passage d'une ligne en direction de Vaise. Finalement c'est par un nouveau tube que la ligne D, ouverte en 1991, a franchi la colline de Fourvière.
À partir de 2012, le tunnel est affecté au trafic du tram-train de l'Ouest lyonnais. Se substituant à l'ancien service TER, il part de la gare de Lyon-Saint-Paul en direction de Sain-Bel et Brignais. Pour permettre la circulation des rames de tram-train Citadis Dualis, les installations électriques du tunnel ont été modernisées et remises en service.
Une cheminée de ventilation du tunnel débouche dans les escaliers de la montée de la Chana.

## Au cinéma
Dans les premières secondes de Tout va bien, on s'en va, film de 2000, (scène avec Michel Piccoli qui attend sur le banc de la gare) - version non modernisée en circulation sur les lignes du Nord-Lyonnais au moment du tournage à l'automne 1999 (numéro de série non visible). A la 79e minute du film, un autre X 4300 démarre de la gare de Lyon-Saint-Paul. Peu après, Michel Piccoli marche dans le tunnel de Loyasse attenant à la gare pour se suicider par collision avec un autre X 4300.